# Tadeusz Stefan Jaroszewski

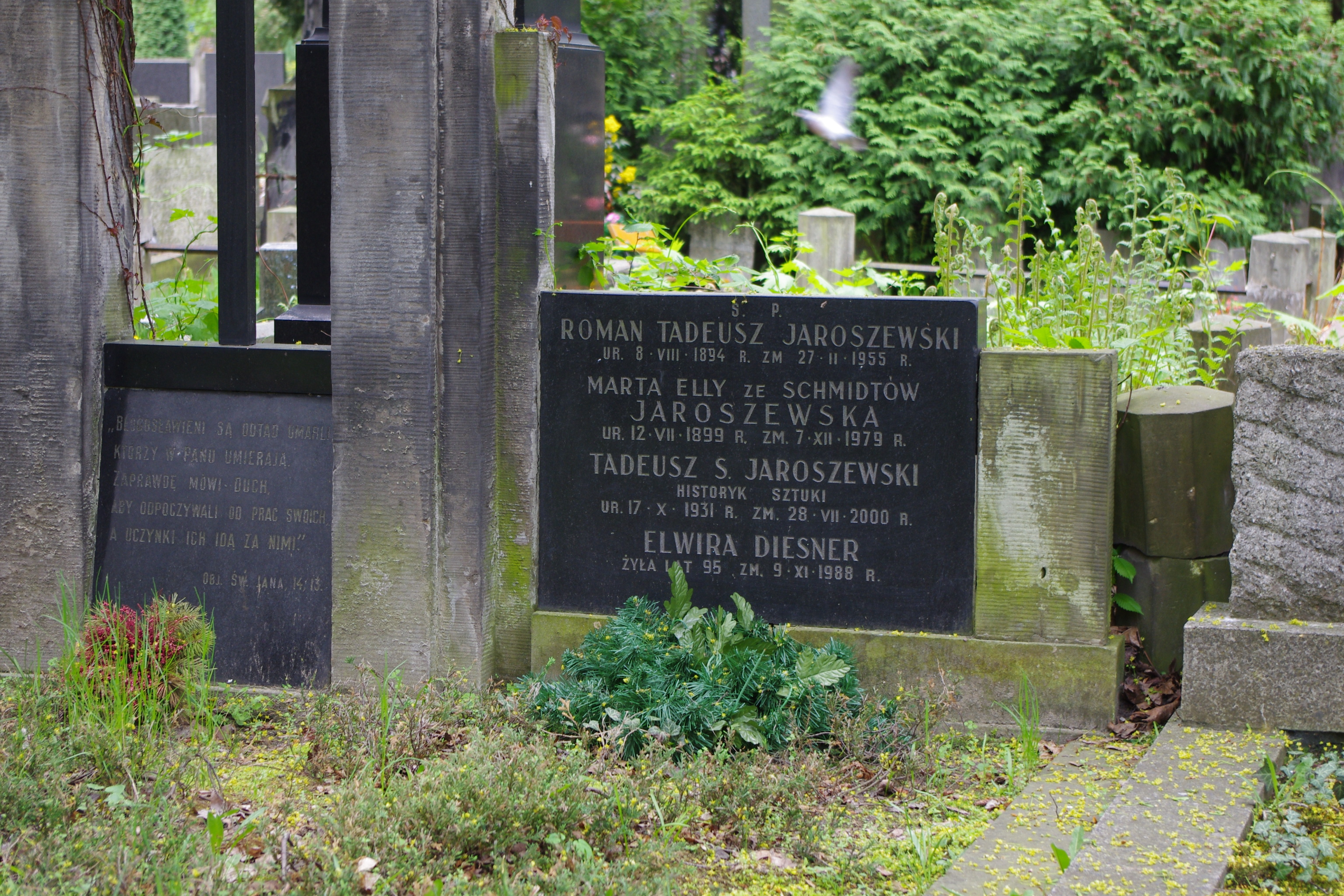
Grób historyka sztuki Tadeusza Stefana Jaroszewskiego na Cmentarzu ewangelicko-augsburskim w Warszawie

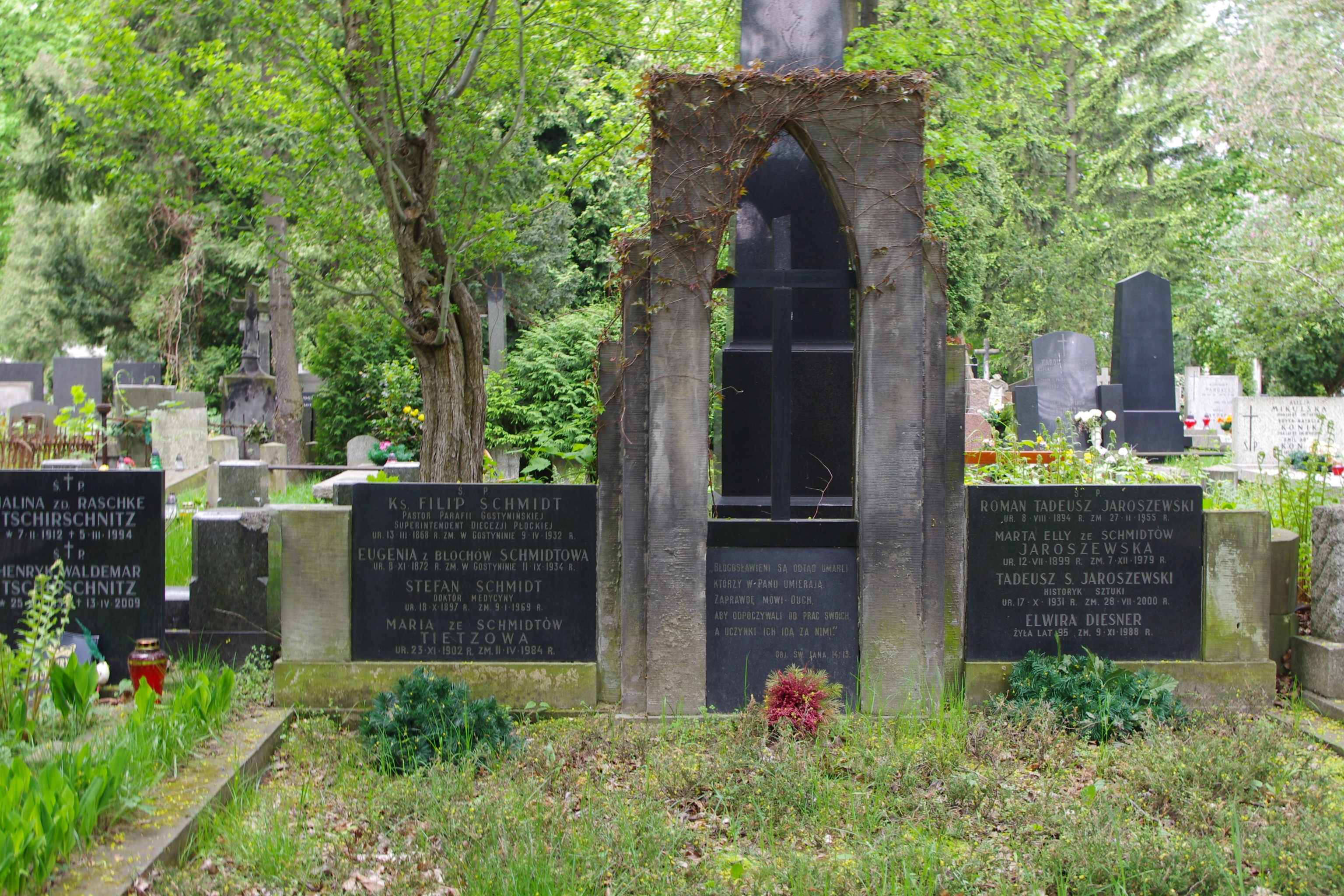
Grób historyka sztuki Tadeusza Stefana Jaroszewskiego na Cmentarzu ewangelicko-augsburskim w Warszawie

Tadeusz Stefan Jaroszewski (ur. 17 października 1931 w Warszawie, zm. 28 lipca 2000 tamże) – polski historyk sztuki.

## Biografia
Absolwent VI Liceum Ogólnokształcącego im. Tadeusza Reytana w Warszawie (1950). W 1955 roku ukończył studia w Instytucie Historii Sztuki Uniwersytetu Warszawskiego, po czym rozpoczął w nim pracę jako naukowiec i nauczyciel akademicki. Doktorat uzyskał w 1963 roku, habilitację w 1970 roku, a w 1979 roku nadano mu tytuł profesora. Był członkiem Towarzystwa Naukowego Warszawskiego, pracownikiem naukowym Instytutu Sztuki PAN, od 1979 roku wieloletnim prezesem Stowarzyszenia Historyków Sztuki, autorem licznych książek i prac naukowych z dziedziny historii architektury warszawskiej.
Został pochowany na cmentarzu ewangelicko-augsburskim przy ul. Młynarskiej w Warszawie (al. 23, grób 23).

## Dzieła (wybór)
- Architektura doby oświecenia w Polsce: nurty i odmiany, Polska Akademia Nauk, Instytut Sztuki, Wrocław, Ossolineum, Wydawnictwo PAN, 1971
- Architektura polska doby Oświecenia a wiek XVII: ze studiów nad problematyką sztuki klasycyzmu w Polsce. „Kwartalnik Architektury i Urbanistyki”, Warszawa, 1967, z. 3/4
- Architektura Uniwersytetu Warszawskiego, Warszawa, Wydawnictwo Naukowe PWN, 1991 ISBN 83-01-10523-2
- Chrystian Piotr Aigner, architekt warszawskiego klasycyzmu, Warszawa, Państwowe Wydawnictwo Naukowe, 1970
- Dwory i dworki w Polsce: przewodnik, Warszawa, „Sport i Turystyka”, „Muza”, 1997 ISBN 83-7079-874-8
- Dzieje Pałacu Kronenberga, Warszawa, Państwowe Wydawnictwo Naukowe, 1972
- Dzieła czy kicze (z Elżbietą Grabską-Wallis), Warszawa, Państwowe Wydawnictwo Naukowe, 1981 ISBN 83-01-02285-X
- Jakub Hempel, Fryderyk Albert Lessel, Henryk Ittar, Wilhelm Henryk Minter, architekci polskiego klasycyzmu, (z Andrzejem Rottermundem), Warszawa, Państwowe Wydawnictwo Naukowe, 1974
- Kamienica przy Krakowskim Przedmieściu 7: Główna Księgarnia Naukowa im. Bolesława Prusa, „Adiutor”, 1993 ISBN 83-900085-8-0
- Kościół św. Aleksandra, Warszawa, Państwowe Wydawnictwo Naukowe, 1973
- Księga pałaców Warszawy, zdjęcia Edmund Kupiecki, Warszawa, „Interpress”, 1985 ISBN 83-223-2047-7
- O siedzibach neogotyckich w Polsce, Warszawa, Państwowe Wydawnictwo Naukowe, 1981 ISBN 83-01-01758-9
- Od klasycyzmu do nowoczesności: o architekturze polskiej XVIII, XIX i XX wieku, Warszawa, Wydawnictwo Naukowe PWN, 1996 ISBN 83-01-11975-6
- Pałac Kossakowskich, Warszawa, Państwowe Wydawnictwo Naukowe, 1977
- Pałac Lubomirskich,  Warszawa, Państwowe Wydawnictwo Naukowe, 1971
- Pałac Szlenkierów, Warszawa, Państwowe Wydawnictwo Naukowe, 1975
- Pałace i dwory w okolicach Warszawy (z Waldemarem Baraniewskim), Warszawa, Wydawnictwo Naukowe PWN, 1992 ISBN 83-01-10910-6
- Pałace w Polsce: przewodnik, Warszawa, „Sport i Turystyka”, „Muza”, 2000 ISBN 83-7200-585-0